# Algèbre classique

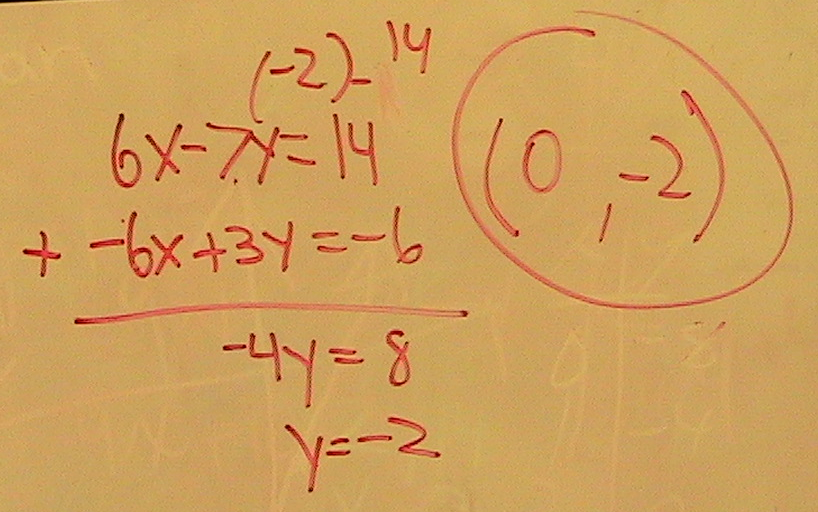
Exemple de calculs d'algèbre élémentaire.

Pour les articles homonymes, voir Algèbre (homonymie).
L'algèbre élémentaire, également appelée algèbre classique est la branche des mathématiques dont l'objet est l'étude des opérations algébriques (addition, multiplication, soustraction, division et extraction de racine) sur les nombres réels ou complexes, et dont l'objectif principal est la résolution d'équations polynomiales. 
Le qualificatif d'élémentaire (ou classique) est destiné à la différencier de l'algèbre générale  (ou moderne), qui étudie les structures algébriques (groupes, corps commutatifs, etc.) généralisant les notions de nombre et d'opération. Elle se différencie également de l'arithmétique élémentaire par l'usage de lettres pour représenter les nombres inconnus. 
En ce sens, l'adjectif algébrique peut, suivant les cas, être un synonyme de polynomial (comme dans courbe algébrique) ou l'antonyme d'arithmétique.

## Expressions algébriques
Une expression algébrique est constituée de nombres, de lettres et de signes opératoires :
- le signe {\displaystyle +} est utilisé pour marquer l'addition.
- le signe {\displaystyle -} est utilisé pour marquer la soustraction.
- les signes {\displaystyle \times } ou {\displaystyle \cdot } sont utilisés pour marquer la multiplication. Quand la multiplication concerne deux lettres, il est possible d'écrire {\displaystyle ab} au lieu de {\displaystyle a\times b}.
- le signe {\displaystyle \div } est utilisé pour marquer la division, {\displaystyle a\div b} pouvant également s'écrire {\displaystyle {\cfrac {a}{b}}}.

Par exemple :
- Le produit d'un nombre {\displaystyle x} augmenté de 3 par lui-même s'écrit {\displaystyle (x+3)x}.
- La différence des carrés de deux nombres {\displaystyle a} et {\displaystyle b} s'écrit {\displaystyle a^{2}-b^{2}}

Évaluer une expression algébrique consiste à attribuer une valeur à chacune des variables, puis à effectuer le calcul arithmétique obtenu.
Par exemple évaluer l'expression {\displaystyle x^{2}+x-1} pour {\displaystyle x=2} consiste à effectuer le calcul {\displaystyle 2^{2}+2-1}.

## Propriétés de l'addition
L'addition :
- s'écrit a + b ;
- est commutative : a + b = b + a ;
- est associative : (a + b) + c = a + (b + c) ;
- a une application réciproque appelée soustraction : (a + b) − b = a, équivaut à additionner un nombre négatif, a − b = a + (−b) ;
- a un élément neutre 0 qui conserve le nombre : a + 0 = a.

## Propriétés de la multiplication
La multiplication :
- s'écrit a × b ou a • b ;
- est commutative : a × b = b × a ;
- est associative : (a × b) × c = a × (b × c) ;
- est abrégé par la juxtaposition : a × b ≡ ab ;
- a un élément neutre 1 qui conserve le nombre :  a × 1 = a ;
- pour les nombres différents de zéro, a une application réciproque appelée division : (ab)/b = a, équivaut à multiplier par son inverse, a/b = a(1/b) ;
- est distributive par rapport à l'addition : (a + b)c = ac + bc ;
- a un élément absorbant 0 qui annule le nombre : a × 0 = 0.

## Factorisation et développement
Factoriser une expression algébrique, {\displaystyle E}, consiste à en transformer l'écriture sous la forme d'un produit de deux ou plusieurs expressions ({\displaystyle A}, {\displaystyle B}, ...) :
Chacune des expressions {\displaystyle A}, {\displaystyle B}, ... est appelée un facteur.
Développer une expression algébrique, {\displaystyle E}, consiste à en transformer l'écriture sous la forme d'une somme (ou différence) de deux ou plusieurs expressions. ({\displaystyle A}, {\displaystyle B}, ...) :
Chacune des expressions {\displaystyle A}, {\displaystyle B}, ... est appelée un terme.

### Ouvrages
- A. Dahan-Dalmedico et J. Peiffer, Une histoire des mathématiques : Routes et dédales, 1986 [détail des éditions]
- Ahmed Djebbar (préf. Bernard Maitte), L'algèbre arabe, genèse d'un art, Vuibert/Adapt, 2005, 214 p. (ISBN 2711753816) — Tour d'horizon de l'algèbre arabe, des origines au XVe siècle.

### Articles d'encyclopédies
- (en) Yu. I. Merzlyakov et A.I. Shirshov, « Algebra », Encyclopaedia of Mathematics, Springer,‎ 2001 (ISBN 1402006098, lire en ligne)
- « Algèbre », dans Encyclopédie Larousse, [lire en ligne]
- Stella Baruk, « Algèbre », dans Dictionnaire de mathématiques élémentaires [détail des éditions], § Algèbre classique.

- (en) Cet article est partiellement ou en totalité issu de l’article de Wikipédia en anglais intitulé « Elementary algebra » (voir la liste des auteurs).